# Chimarra demeter
Chimarra demeter är en nattsländeart som beskrevs av Malicky 2000. Chimarra demeter ingår i släktet Chimarra och familjen stengömmenattsländor. Inga underarter finns listade i Catalogue of Life.